# Strömstads sjukhus
Strömstads sjukhus är ett sjukhus i norra Bohuslän, centralt beläget i Strömstads tätort. Sjukhuset ingick sedan 1990-talet i NU-sjukvården, i den nordvästra delen av Västra Götalands län. Sedan 2015 drivs större delen av verksamheten vid Strömstads sjukhus av företaget Praktikertjänst, på uppdrag av Västra Götalandsregionen.